# Люсьєн Деліль
Люсьєн Деліль (фр. Lucienne Delyle, 16 квітня 1917, Париж — 10 квітня 1962, Монте-Карло) — французька співачка. Пісня Mon Amant de Saint-Jean (1942) зробила її однією з найпопулярніших співачок країни 1940-50-х років.

## Біографія
Народившись у Парижі, вона отримала освіту фармацевта. Будучи фармацевтом за освітою, вона захоплювалася співом, поки одного разу в 1939 році її не почув господар місцевої радіостанції Жак Канетті. Саме тоді і почалася її кар'єра співачки.
Того ж року її перші записи, зокрема романтично-поетичний вальс Sur les quais du vieux Paris, підняли її до звання популярних французьких співаків Дві інші пісні, Elle fréquentait la rue Pigalle і Je n'en connais pas la fin були запозичені з репертуару Едіт Піаф
У 1940 році вона вийшла заміж за джазмена Еме Бареллі (1917—1995), який керував її кар'єрою все життя. У них народилася дочка Мінуш (1947—2004), яка згодом теж стала співачкою.
Після запису пісні «Mon Amant De Saint-Jean» (1942) Люсьєн Деліль стала однією з найпопулярніших французьких співачок. У 1953 році разом з молодим ще Жильбером Беко виступила в знаменитому концертному залі «Олімпія».
У кінця 50-х років вона перенесла лейкемію, і її кар'єра швидко спадала. У 1960 році вона дала заключну серію концертів на сцені музичного залу Бобіно.
Померла в Монте-Карло, Монако, в 1962 році.

### Bibliographe
- Gianni Lucini, Luci, lucciole e canzoni sotto il cielo di Parigi — Storie di chanteuses nella Francia del primo Novecento), Novara, Segni e Parole, 2014, 160 p. ISBN 978-8890849442